# Vorskla
Vorskla (tiếng Nga: Ворскла; tiếng Ukraina: Ворскла) là sông chảy từ tỉnh Belgorod của Nga về phía nam sang miền đông bắc của Ukraina, và đổ vào sông Dnepr tại đó. Sông có chiều dài 464 kilômét (288 mi), và có diện tích lưu vực 14.700 kilômét vuông (5.700 dặm vuông Anh). Các phụ lưu hữu ngạn của sông là Vorsklytsia và Boromlia, các phụ lưu tả ngạn là  Merla, Kolomak và Tahamlyk.

## Từ nguyên
Tên sông bao gồm từ gốc tiếng Turk "vorsk" (liên quan đến tên gọi khác của người Alan), với hậu tố địa danh tiếng Bulgar "-la". Theo một phiên bản khác, tên "Vorskla" bắt nguồn từ các từ Scythia-Sarmatia "vor" và "skol" có nghĩa là "nước trắng" (liên quan đến tiếng Ossetia Urs  - "trắng"). Có thể, tên gọi này xuất phát từ nền đá chính của lưu vực sông là đá phấn. Theo các giả thiết khác, tên sông có thể xuất phát từ tiếng Turk "Borsykl", tức là "lửng" (nơi có những con lửng). Dưới các dạng khác nhau như Voruskol, Vrskla, Vyskol, nó được đề cập đến trong Biên niên sử Sơ cấp (thế kỷ 12) và Biên niên sử Hypatius (thế kỷ 15).

## Lịch sử
Một thành trì cổ được cho là Gelonos của người Scythia cổ đại được cho là nằm ven sông Vorskla ở phía nam của Okhtyrka.Trận sông Vorskla diễn ra vào ngày 12 tháng 8 năm 1399 và trở thành một sự kiện quyết định trong mối quan hệ giữa Đại công quốc Litva và Hãn quốc Kim Trướng, được mô tả trong Biên niên sử Nikon. Nhà sử học Thụy Điển thế kỷ 18 Gustaf Adlerfelt trong nghiên cứu lịch sử quân sự của Quốc vương Thụy Điển Karl XII từ năm 1700 đến trận chiến Poltava năm 1709 viết rằng trận Poltava năm 1709 diễn ra trên chính cánh đồng nơi quân đội của Đại công tước Vytautas của Litva từng bị đánh bại. Ngoài ra, tên "Worʃkło" được chỉ ra trên Bản đồ Beauplan, có từ năm 1648.

## Địa lý

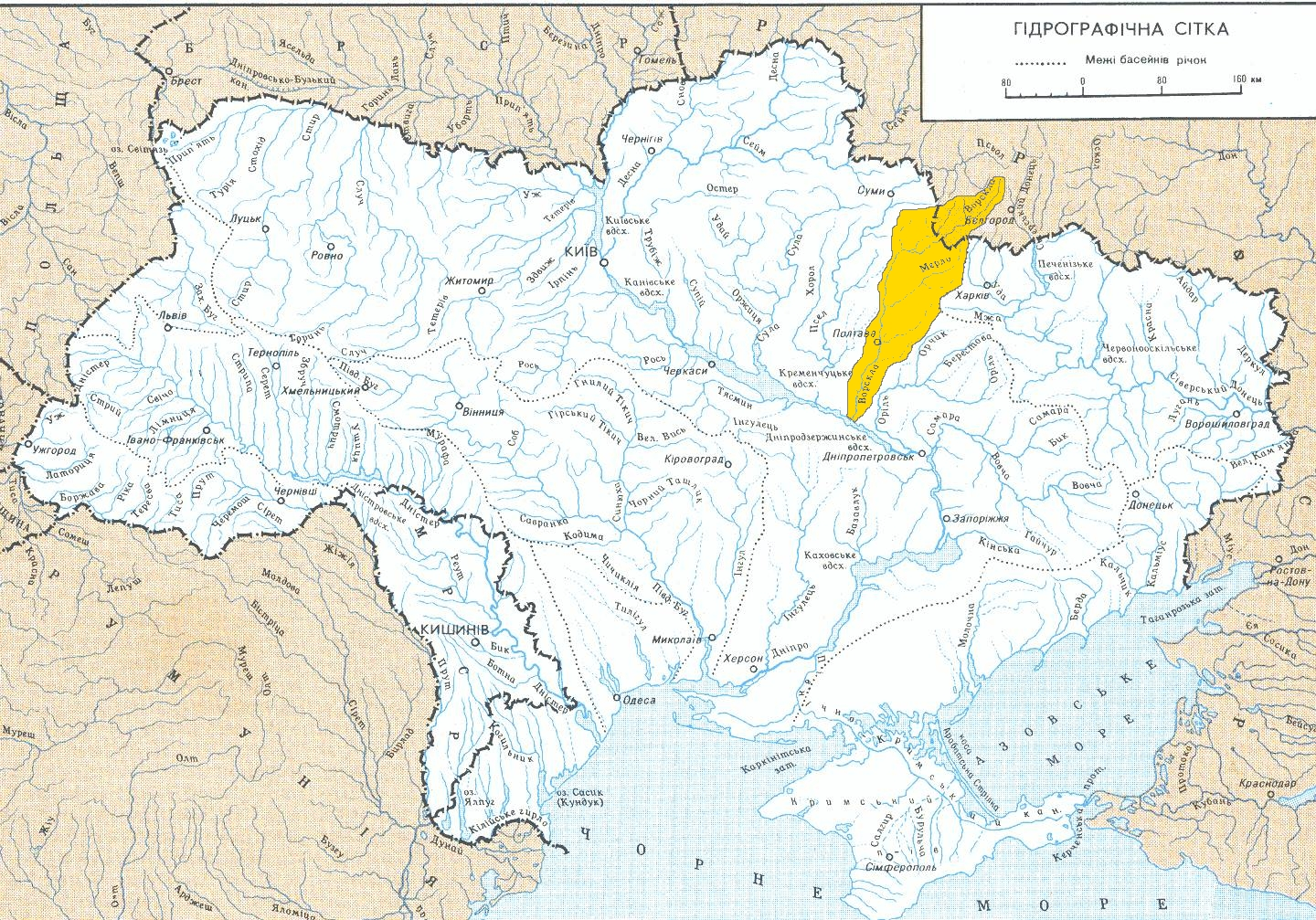
Bản đồ lưu vực sông Vorskla

Vorskla là một trong những phụ lưu tả ngạn lớn nhất của sông Dnepr. Đầu nguồn Vorskla nằm gần làng Pokrovky, huyện Ivnyan, tỉnh Belgorod. Trong địa giới của tỉnh Sumy, sông chảy qua địa bàn huyện Okhtyrka. Trong địa giới của tỉnh Poltava, sông chảy qua địa bàn của huyện Poltava. Ven sông Vorskla trong tỉnh Sumy - thị trấn Okhtyrka, làng Velika Pisarivka, Kirikivka; trong tỉnh Poltava - các thành phố Poltava và Kobelyaki, các làng Opishnya, Novi Sanzhary và Bilyky. Ở tỉnh Belgorod của Liên bang Nga, sông chảy qua thành phố Graivoron và các khu định cư Yakovlevo, Tomarovka, Borysovka. Cho đến thế kỷ 18, Vorskla là một trung tâm vận chuyển.
Phụ lưu
- Hữu ngạn: Vorskolets, Hotnia, Vorsklytsia, Kodenets, Boromlia, Oleshnia, Bulanova, Poluziria, Velykyi Kobeliachok, Vismachka
- Tả ngạn: Balka Platva, Hostynka, Hruzka, Berezova, Lozova, Hraivoronka, Bezimianka, Ponury, Bratenytsia, Ivany, Riabyna, Vesela Dolyna, Husynka, Okhtyrka, Rukav Kyselykha, Khukhra, Bystra, Dovbynka, Romanykha, Probiina, Belezova, Kotelva, Merla, Kovzhyzha, Kolomak, Tahamlyk, Kustolove

## Thủy văn
Nguồn của sông nằm trên sườn phía tây của cao nguyên Trung Nga, chảy chủ yếu trong ranh giới của vùng đất thấp Dnepr. Sông Vorskla chảy vào hồ chứa nước Kamianske trên sông Dnepr.
Thung lũng sông có dạng hình thang, rộng 10–12 km. Gần như dọc theo chiều dài, bờ hữu cao và dốc, bờ tả thấp và đôi khi là đầm lầy. Chiều rộng của vùng bãi bồi sông ở vùng trung lưu và hạ lưu là khoảng 40 m, đôi khi vượt quá 100 m. Độ sâu trung bình 1,5 m, sâu nhất là 10–12 m, độ dốc của sông 0,3 m/km.
Sông Vorskla đóng băng vào đầu tháng 12, tan băng vào tháng 3. Mực nước sông cao nhất vào tháng 3-4, thấp nhất vào tháng 7 -10. Tốc độ dòng chảy trung bình hàng năm gần Kobeliakiv là 33,4 m³/s. Độ khoáng hóa của nước là: lũ mùa xuân - 672 mg/dm³; giới hạn mùa hè-thu - 766 mg/dm³; giới hạn mùa đông - 775 mg/dm³.
Vorskla là một sông đồng bằng có dòng chảy chậm và quanh co. Vùng bãi bồi của sông là đồng cỏ, rừng rụng lá, một phần là đầm lầy. Sông có một thung lũng rộng với phong cảnh đẹp. Các bờ chủ yếu là rừng bãi bồi, có những nơi trồng thông. Ở một số khu vực, có một rừng thông thực sự. Dọc theo chiều dài, lên đến Poltava, nước khá sạch, có thể có nhiều cá. Qua Poltava, bắt đầu từ làng Bulanov, lại có thể nhìn thấy đáy sông từ chiều sâu 1,5-2 mét. Cư dân địa phương tắm sông trong thành phố Poltava, nhưng thành phố vẫn để lại dấu ấn về độ tinh khiết của nước sông.
Tàu thuyền hầu như có thể đi trên sông ở đoạn giữa vùng châu thổ và Kobeliaky. Các nhà máy thủy điện nhỏ được xây dựng trên sông; có các cống điều tiết nước. Nước được sử dụng để cung cấp nước cho công nghiệp và sinh hoạt, tưới tiêu.

## Sinh vật
Sông Vorskla có trên 50 loài cá, hầu hết là cá chép, cá chó, cá vền, cá chày, cá rutilus, cá tuế, cá da trơn. Hệ động vật trên bờ có đại diện là thỏ rừng, cáo, trong rừng có thể gặp hươu sao và lợn rừng, nhiều loài chim như vịt hoang dã, diệc xám, gà gô, gà lôi. Dọc hai bên bờ sông có những khu vực cây cối rộng lớn, như rừng lá kim (chủ yếu ở tả ngạn) và rừng rụng lá.

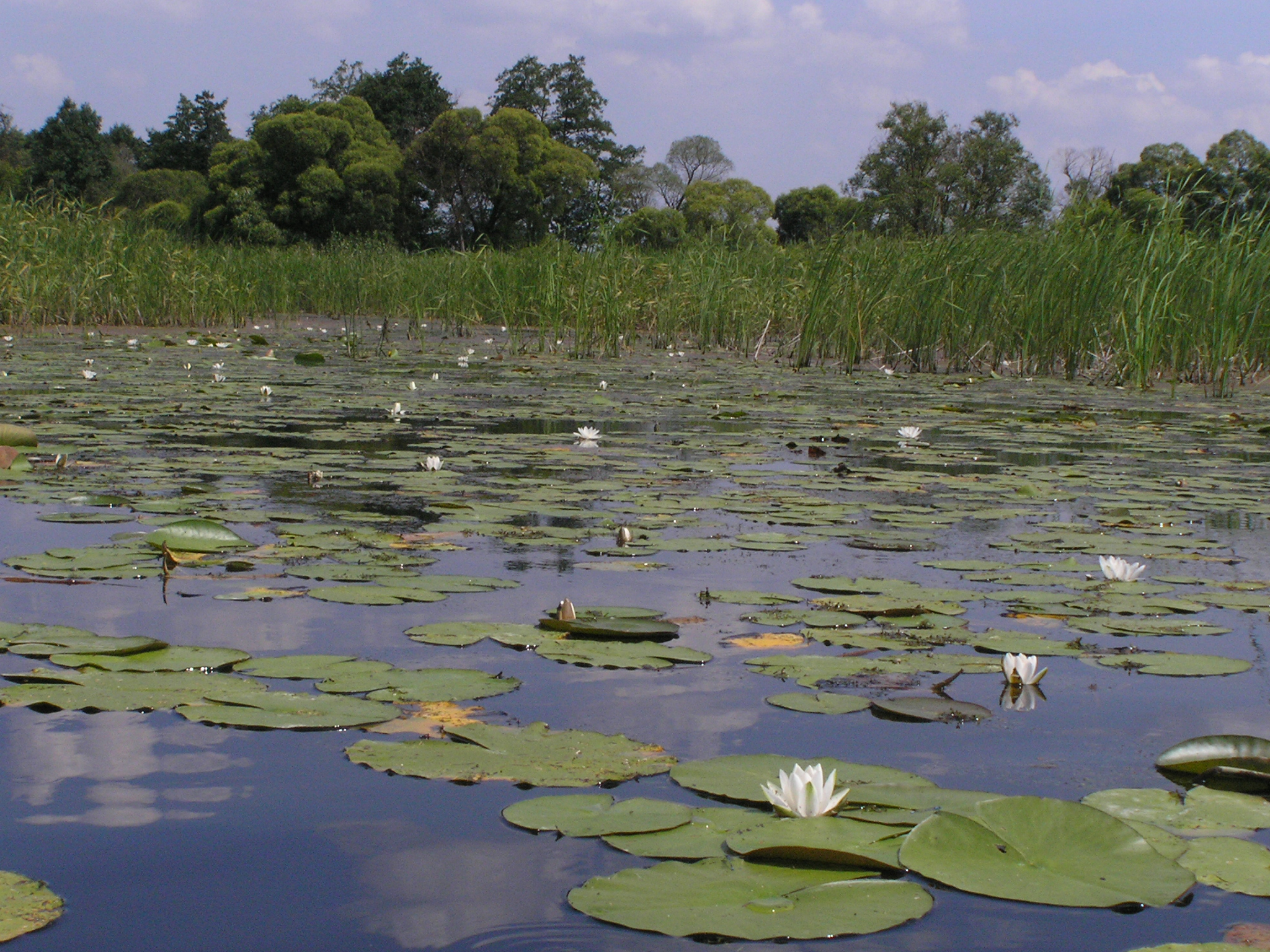
Hoa súng trắng tại sông Vorskla
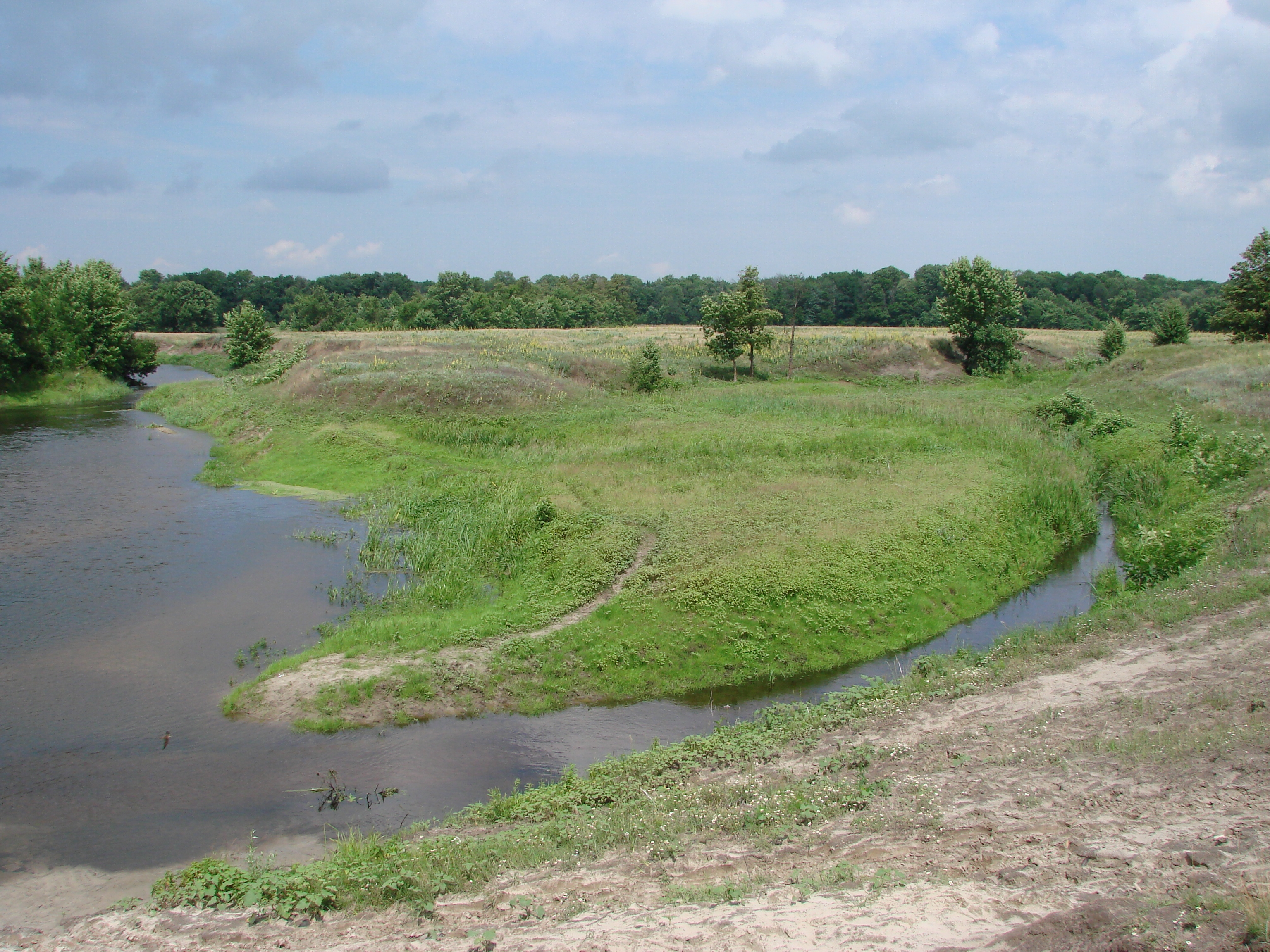
Sông Vorskla gần làng Khukhra
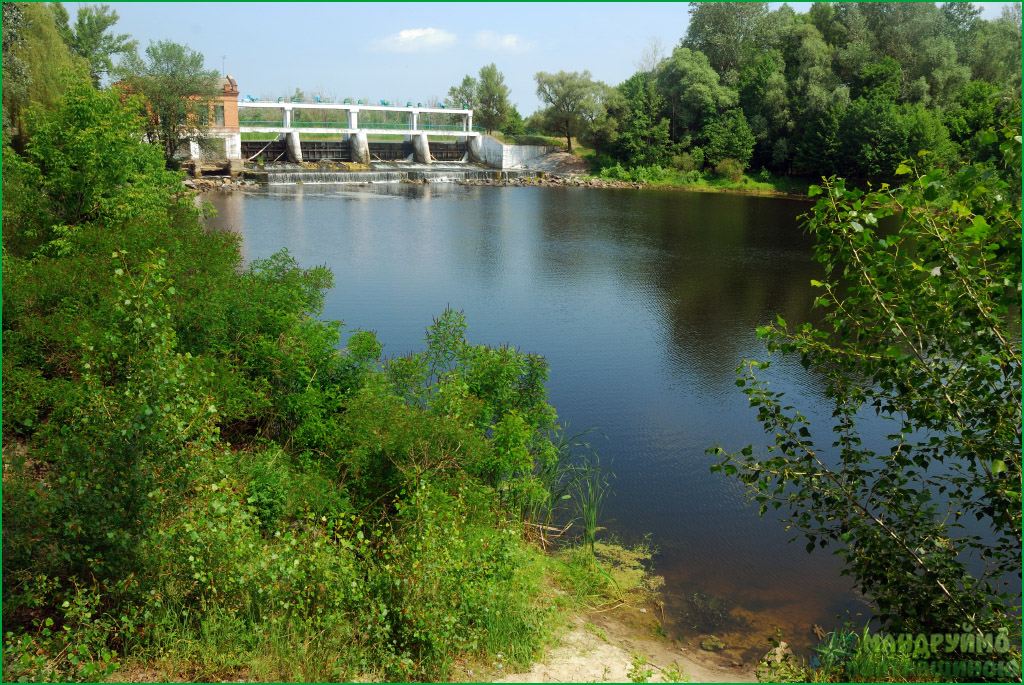
Sông Vorskla gần Opishnya
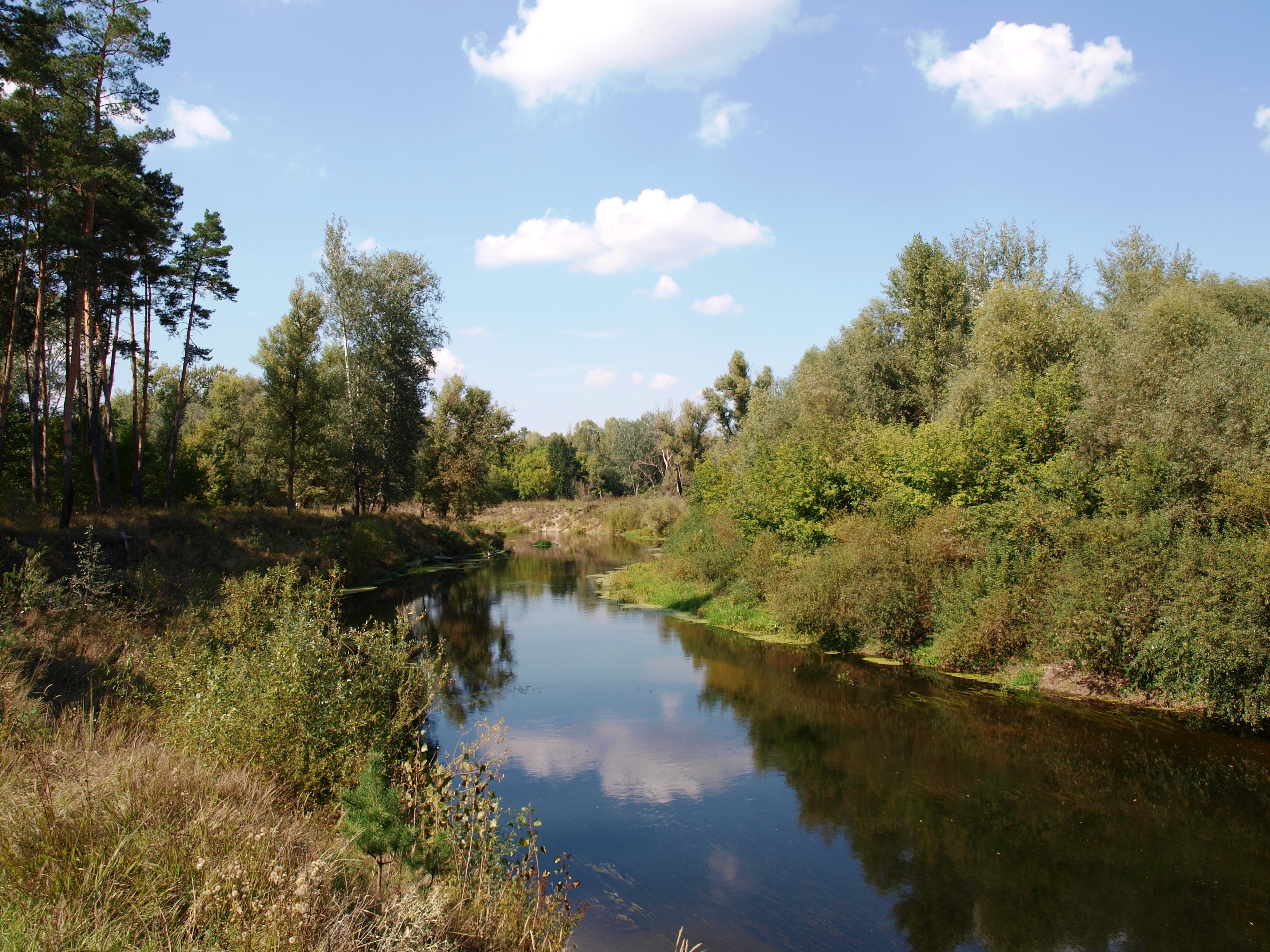
Sông Vorskla gần Novi Sanzary
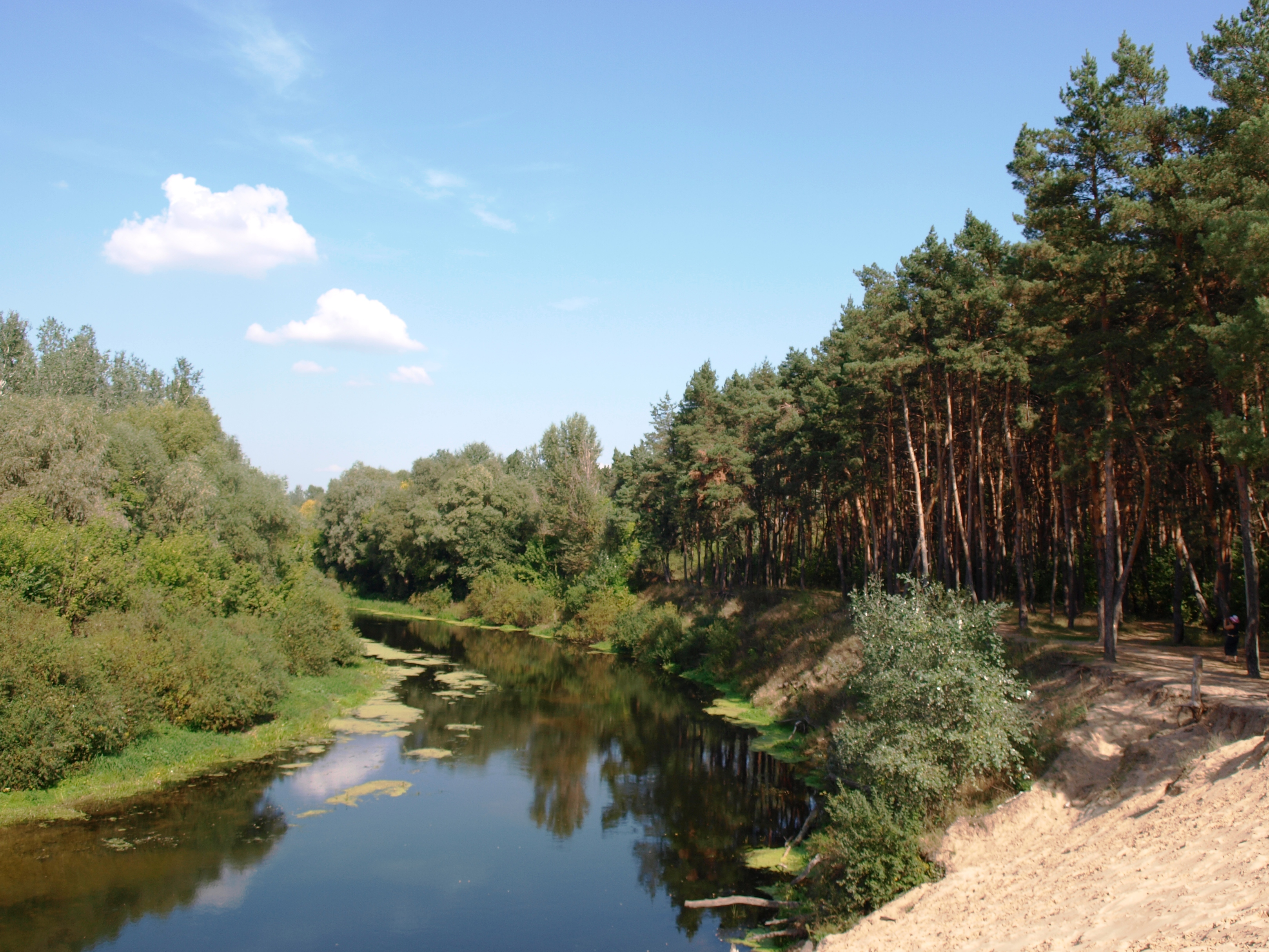
Sông Vorskla gần Novi Sanzary